# Rallye Press on Regardless 1974
Le Rallye Press on Regardless 1974 (26th Press on Regardless), disputé du 30 octobre au 3 novembre 1974, est la dix-neuvième manche du championnat du monde des rallyes (WRC) courue depuis 1973 et la sixième manche du championnat 1974.

## Contexte avant la course

### Le championnat du monde
Pour sa seconde année d'existence, le Championnat Mondial des Rallyes pour Marques a dû faire face à la crise énergétique, qui a eu pour effet l'annulation des rallyes de Suède, de Nouvelle-Zélande et de l'Acropole. Au lieu des onze épreuves prévues (contre treize en 1973), seules huit ont été maintenues. Le rallye Press on Regardless a lieu deux semaines après le rallye de Rideau Lakes et constitue la sixième manche de la saison. Les épreuves du championnat sont réservées aux voitures des catégories suivantes :
- Groupe 1 : voitures de tourisme de série
- Groupe 2 : voitures de tourisme spéciales
- Groupe 3 : voitures de grand tourisme de série
- Groupe 4 : voitures de grand tourisme spéciales

Ayant obtenu deux victoires avec la Stratos tout récemment homologuée en groupe 4, Lancia occupe de peu la tête du championnat du monde, championnat qui semblait acquis  à Fiat en début de saison, le grand constructeur italien disposant d'un très important budget pour la saison 1974. À ce stade de la saison, chacune des deux marques conserve toutes ses chances d'emporter le titre, trois épreuves restant à disputer. Champion du monde en 1973, Alpine-Renault a considérablement réduit son implication en rallye, se limitant aux épreuves phares telles le Safari, le Maroc (hors championnat) ou le Tour de Corse.

### L'épreuve
Créé en 1949, le Press on Regardless est, d'après ses organisateurs, « le plus vieux et le plus difficile de tous les rallyes nord-américains ». Empruntant les routes et surtout les pistes forestières du Michigan, il a lieu en automne, période où les pluies abondantes rendent les chemins très boueux. Jusqu'à l'édition 1974 qui bénéficie de la participation officielle des usines Fiat, Lancia et Renault, peu d'Européens disputaient cette épreuve, la plupart des équipages étant américains ou canadiens. De 1949 à 1973, seuls les pilotes nord-américains s'y sont imposés, le dernier en date étant l'Ontarien Walter Boyce au volant d'une Toyota.

## Le parcours
- départ : 30 octobre 1974 de Marquette
- arrivée : 3 novembre 1974 à Marquette

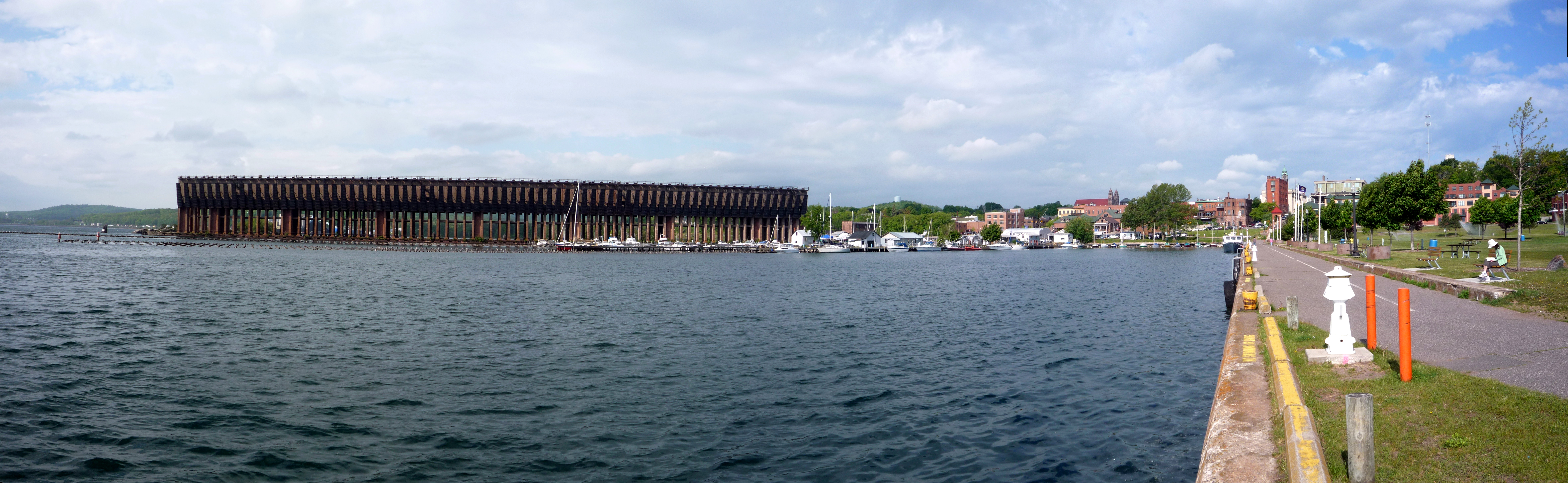
Le départ et l'arrivée de chaque étape ont lieu à Marquette, sur les rives du Lac Supérieur.

- distance : environ 2 400 km dont 244 km sur 36 épreuves spéciales (51 épreuves initialement prévues, soit 465 km)
- surface : majoritairement terre (1 seule épreuve spéciale sur asphalte[2])
- Parcours divisé en trois étapes[3]

### Première étape
- Marquette - Marquette, du 30 au 31 octobre
- 19 épreuves spéciales

### Deuxième étape
- Marquette - Marquette, du 31 octobre au 1er novembre
- 18 épreuves spéciales

### Troisième étape
- Marquette - Marquette, du 2 au 3 novembre
- 14 épreuves spéciales

## Les forces en présence
- Fiat

Jouant le titre mondial, Fiat Rally a engagé cinq spiders 124 Abarth groupe 4. Markku Alén dispose de la dernière évolution à quatre soupapes par cylindre (1750 cm3, 190 chevaux), ses coéquipiers Alcide Paganelli, Maurizio Verini, Sergio Barbasio et Jean-Paul Pérusse disposant quant à eux des versions à deux soupapes par cylindre (1850 cm3, près de 180 chevaux). Les 124 Abarth pèsent environ 900 kg.
- Lancia

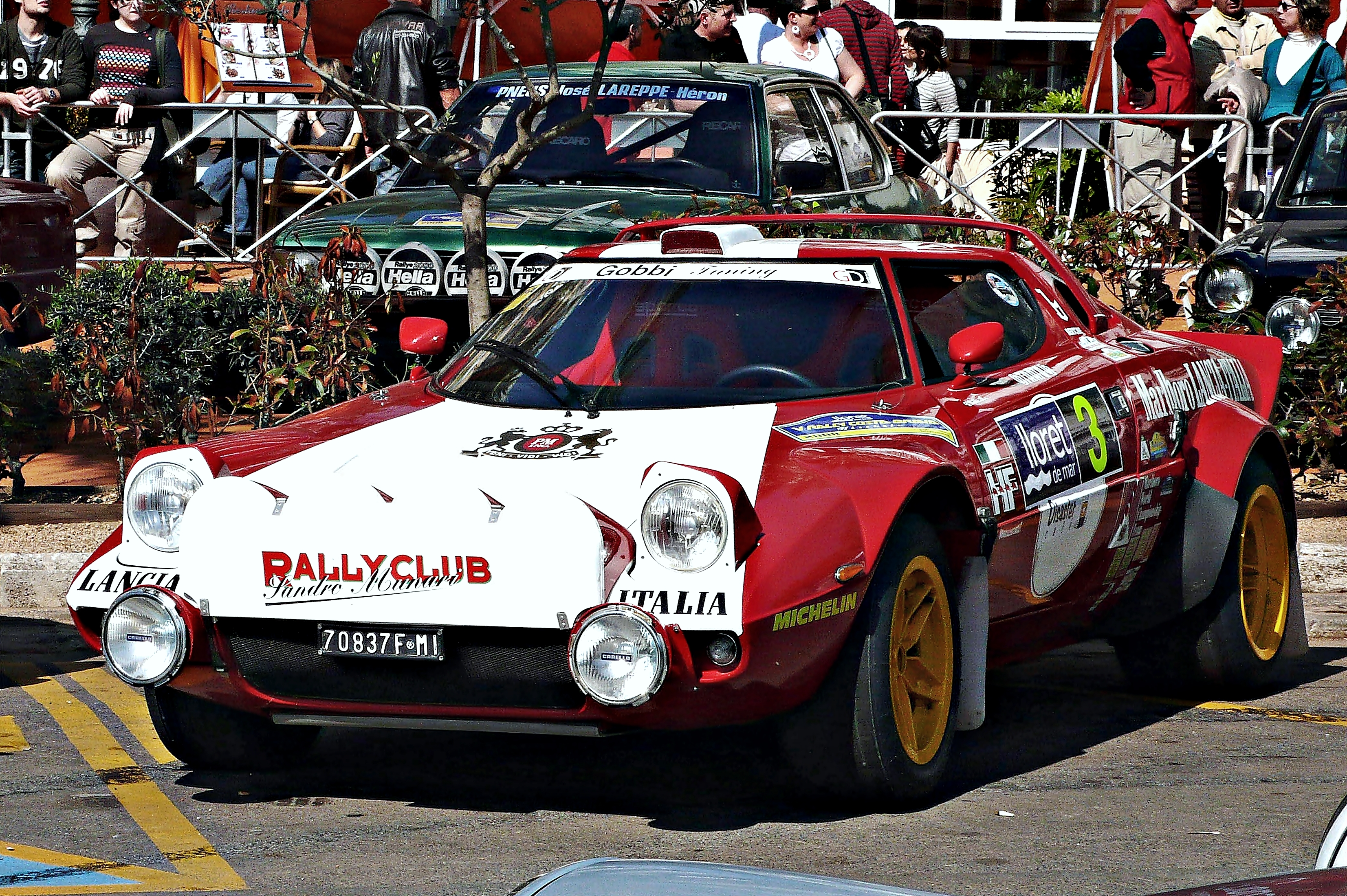
Une Lancia Stratos HF groupe 4 lors d'une manifestation historique.

Vainqueur des deux manches précédentes, la Scuderia Lancia aligne les mêmes voitures qu'au Canada, à savoir une Stratos groupe 4 à moteur 12 soupapes (V6, 2400 cm3, 250 chevaux) pour Sandro Munari et deux coupés Beta groupe 4 (1800 cm3, version seize soupapes 180 chevaux pour Simo Lampinen, version huit soupapes 160 chevaux pour Mauro Pregliasco).
- Renault

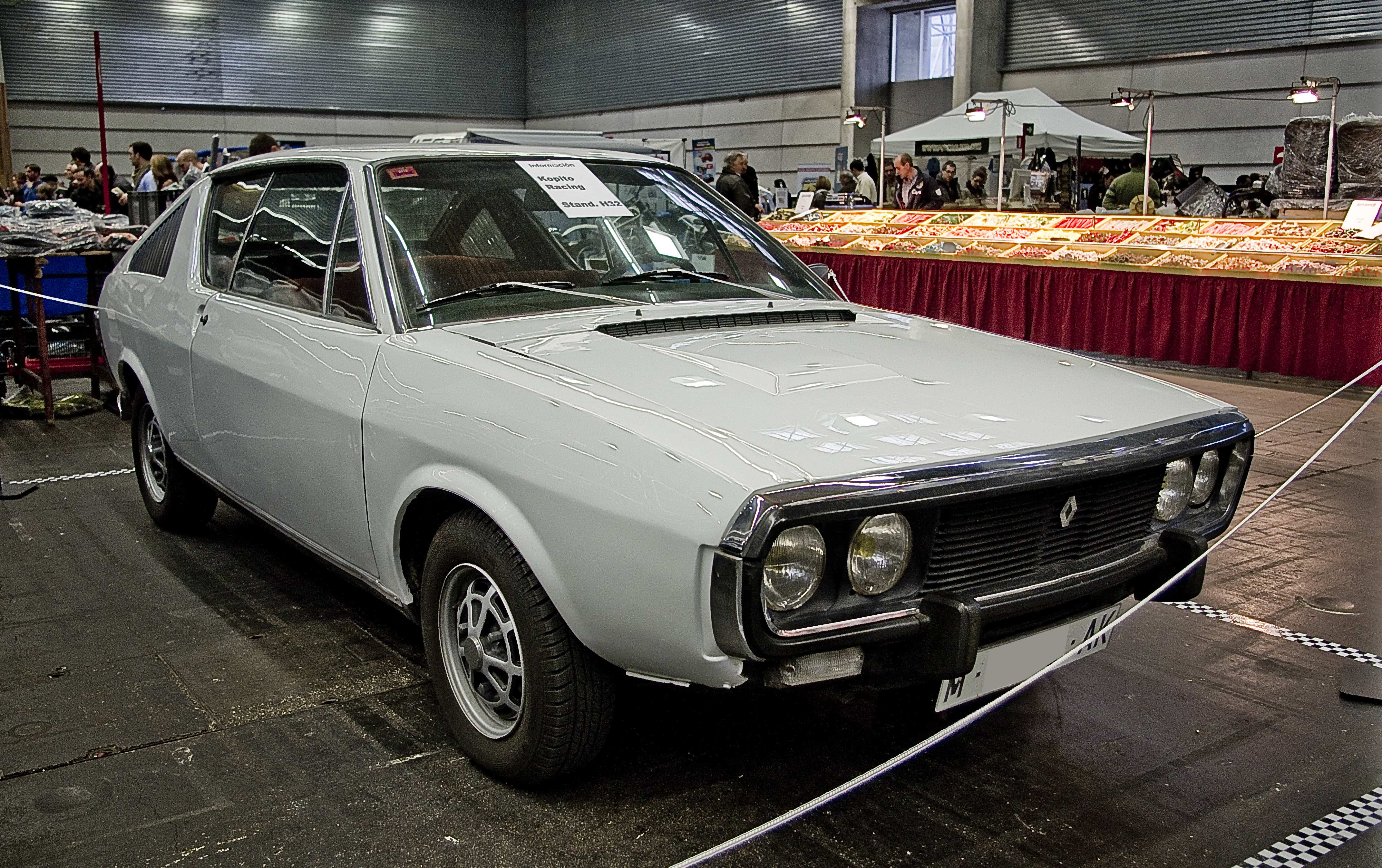
Une Renault 17 de série

Afin de promouvoir les ventes de la Renault 17 découvrable sur le marché américain, le constructeur français a engagé trois 17 Gordini (1774 cm3, 170 chevaux, 1000 kg), homologuées en groupe 2 depuis le 1er octobre. Elles sont confiées à Jean-Luc Thérier, Jean-Pierre Nicolas et Bernard Darniche.
- Alpine-Renault

Comme au Canada, Guy Chasseuil dispose d'une voiture de reconnaissance préparée par l'usine : une berlinette A110 groupe 4 (1600 cm3, environ 160 chevaux). Six autres berlinettes privées participent à l'épreuve, dont les modèles 1800 groupe 4 (environ 175 chevaux) de Robert Neyret, Marianne Hoepfner, François Turcot et Alain Ambrosino.
- Morris

Le Britannique Brian Culcheth dispose de la Morris Marina groupe 2 avec laquelle il s'est illustré au rallye de Rideau Lakes.
- Porsche

Tout comme au Canada où il avait dû abandonner prématurément, son copilote étant malade, le pilote polonais Sobiesław Zasada s'aligne au volant de sa Porsche Carrera RS groupe 4 personnelle.

## Déroulement de la course
Il pleut à torrents lorsque les 68 concurrents s'élancent de Marquette dans la soirée du mercredi 30 octobre. C'est tout d'abord Jean-Pierre Nicolas qui prend le contrôle de la course au volant de sa Renault 17. Mais avec l'apparition au cours de la nuit, c'est son coéquipier Jean-Luc Thérier qui se montre le plus rapide et s'empare de la première place. Parmi les favorites, les trois Lancia connaissent des problèmes : Sandro Munari est handicapé par des pneus inadaptés sur sa Stratos, Mauro Pregliasco a abandonné prématurément à cause d'un problème de support moteur sur son coupé Beta, tandis que sur une voiture identique Simo Lampinen a perdu plusieurs minutes à cause d'un moteur noyé. Les Fiat, emmenées par Markku Alén, se comportent beaucoup mieux au cours de cette première nuit, et le pilote finlandais se montre très rapide en fin de première étape, arrachant la première place à Thérier.
La deuxième étape va s'avérer meurtrière pour les équipes italiennes. Dans la vingt-deuxième épreuve spéciale, les quatre spiders Fiat de Maurizio Verini, Sergio Barbasio, Alcide Paganelli et Jean-Paul Pérusse s'enlisent dans les ornières, mettant à mal leur embrayage, ce qui entraînera leur abandon peu après. Munari, en proie à des problèmes de freins qui lui ont valu sept minutes de pénalisation, doit prendre des risques sur le parcours de liaison afin de pointer dans les délais à un contrôle horaire. Il est alors pris en chasse par le shérif local, qui continue à le poursuivre dans la spéciale suivante, jusqu'à ce que le shérif ne se mette sur le toit ! L'arrivée de la spéciale est bloquée par les forces de l'ordre, ce qui causera l'annulation de plusieurs secteurs. Cet incident va entraîner de vives discussions entre les organisateurs et les autorités locales, semant la confusion au niveau du déroulement de l'épreuve. Le rallye pourra finalement reprendre, à condition que les infractions au code de la route soient sanctionnées par les organisateurs. D'abord annulées, certaines spéciales sont à nouveau validées à la suite des nombreuses réclamations des concurrents. Finalement, au terme de cette seconde étape, Alén conserve la première place devant Thérier et Nicolas.
Comme les deux précédentes, la troisième et dernière étape se déroule de nuit. Munari, qui tente de remonter au classement afin d'inscrire le maximum de points dans l'optique du titre constructeurs, sort de la route et doit abandonner. Thérier n'a pas renoncé à la victoire et réduit son écart sur Alén, mais l'annulation de la longue spéciale de clôture l'empêche de défendre ses chances jusqu'au bout. La 124 Abarth d'Alén rejoint Marquette en première position, mais se voit dans un premier temps pénalisée d'une heure à cause d'un excès de vitesse d'un véhicule d'assistance Fiat, perdant ainsi huit places au classement général ! La sanction sera finalement réduite à dix minutes, la victoire échouant à Thérier, Alén étant classé second devant Nicolas, permettant à Fiat de reprendre la tête au championnat du monde.
Les nombreux problèmes d'organisation et les altercations avec les autorités locales ont entraîné de nombreuses réclamations (neuf au total) de la part des constructeurs engagés, entraînant le retrait de l'épreuve du championnat du monde 1975.

### Classement général
| Pos | No | Pilote              | Copilote             | Voiture                | Temps           | Écart             | Groupe |
| --- | -- | ------------------- | -------------------- | ---------------------- | --------------- | ----------------- | ------ |
| 1   | 12 | Jean-Luc Thérier    | Christian Delferrier | Renault 17 Gordini     | 5 h 29 min 47 s |                   | 2      |
| 2   | 7  | Markku Alén         | Atso Aho             | Fiat 124 Abarth Spider | 5 h 35 min 10 s | + 5 min 23 s      | 4      |
| 3   | 9  | Jean-Pierre Nicolas | Geraint Phillips     | Renault 17 Gordini     | 5 h 35 min 49 s | + 6 min 02 s      | 2      |
| 4   | 65 | Simo Lampinen       | John Davenport       | Lancia Beta Coupé      | 5 h 49 min 48 s | + 20 min 01 s     | 4      |
| 5   | 11 | Guy Chasseuil       | Jean-Pierre Rouget   | Alpine A110 1600       | 5 h 56 min 45 s | + 26 min 58 s     | 4      |
| 6   | 4  | Bernard Darniche    | Alain Mahé           | Renault 17 Gordini     | 6 h 05 min 26 s | + 35 min 39 s     | 2      |
| 7   | 63 | Sobiesław Zasada    | Jerzy Dobrzańsky     | Porsche Carrera RS     | 6 h 21 min 58 s | + 52 min 11 s     | 4      |
| 8   | 5  | Robert Neyret       | Claudine Trautmann   | Alpine A110 1800       | 6 h 22 min 42 s | + 52 min 55 s     | 4      |
| 9   | 1  | Marianne Hoepfner   | Yveline Vanoni       | Alpine A110 1800       | 6 h 35 min 29 s | + 1 h 05 min 42 s | 4      |
| 10  | 16 | Bob Hourihan        | Doug Shepherd        | Volvo 142 S            | 6 h 40 min 40 s | + 1 h 10 min 53 s | 2      |

### Hommes de tête
- Jean-Pierre Nicolas -  Geraint Phillips (Renault 17 Gordini) : au début de la première étape
- Jean-Luc Thérier -  Christian Delferrier (Renault 17 Gordini) : au cours de la première étape
- Markku Alén -  Atso Aho (Fiat 124 Abarth Spider) : jusqu'à la fin de la troisième étape
- Jean-Luc Thérier -  Christian Delferrier (Renault 17 Gordini) : après l'arrivée, à la suite de la pénalisation d'Alén

### Vainqueurs d'épreuves spéciales
- Markku Alén -  Atso Aho (Fiat 124 Abarth Spider) : 20 spéciales
- Alcide Paganelli -  ‘Ninni’ Russo (Fiat 124 Abarth Spider) : 5 spéciales
- Jean-Luc Thérier -  Christian Delferrier (Renault 17 Gordini)
- Jean-Pierre Nicolas -  Geraint Phillips (Renault 17 Gordini)

- Note : liste non exhaustive, les résultats des spéciales n'ayant pas été communiqués.

## Résultats des principaux engagés
| No | Pilote              | Copilote             | Voiture                | Groupe | Classement général                        |
| -- | ------------------- | -------------------- | ---------------------- | ------ | ----------------------------------------- |
| 1  | Marianne Hoepfner   | Yveline Vanoni       | Alpine A110 1800       | 4      | 9e à 1 h 05 min 42 s                      |
| 2  | Walter Boyce        | Doug Woods           | Toyota Corolla 1600    | 2      | ab. dans 21e spéciale (enlisement)        |
| 3  | Alcide Paganelli    | ‘Ninni’ Russo        | Fiat 124 Abarth Spider | 4      | ab. après 22e spéciale (embrayage)        |
| 4  | Bernard Darniche    | Alain Mahé           | Renault 17 Gordini     | 2      | 6e à 35 min 39 s                          |
| 5  | Robert Neyret       | Claudine Trautmann   | Alpine A110 1800       | 4      | 8e à 52 min 55 s                          |
| 6  | Jim Walker          | Terry Palmer         | Volvo 142              | 2      | ab. dans 21e spéciale (différentiel)      |
| 7  | Markku Alén         | Atso Aho             | Fiat 124 Abarth Spider | 4      | 2e à 5 min 23 s                           |
| 8  | John Smiskol        | Carol Smiskol        | Datsun 260Z            | 4      | 15e à 1 h 32 min 54 s                     |
| 9  | Jean-Pierre Nicolas | Geraint Phillips     | Renault 17 Gordini     | 2      | 3e à 6 min 02 s                           |
| 10 | Sergio Barbasio     | Francesco Rossetti   | Fiat 124 Abarth Spider | 4      | ab. après 22e spéciale (embrayage)        |
| 11 | Guy Chasseuil       | Jean-Pierre Rouget   | Alpine A110 1600       | 4      | 5e à 26 min 58 s                          |
| 12 | Jean-Luc Thérier    | Christian Delferrier | Renault 17 Gordini     | 2      | 1er                                       |
| 13 | Scott Harvey        | Wayne Zitkus         | Dodge Colt             | 2      | ab. (transmission)                        |
| 14 | John Buffum         | Johnstone Syer       | Ford Escort RS 1600    | 2      | ab.                                       |
| 15 | Brian Culcheth      | Johnstone Syer       | Morris Marina          | 2      | ab. dans 24e spéciale (boîte de vitesses) |
| 16 | Bob Hourihan        | Doug Shepherd        | Volvo 142 S            | 2      | 10e à 1 h 10 min 53 s                     |
| 17 | Jean-Paul Pérusse   | John Bellefleur      | Fiat 124 Abarth Spider | 4      | ab. après 22e spéciale (embrayage)        |
| 19 | Keith Billows       | John Campbell        | Ford Escort RS1600     | 2      | ab. (boîte de vitesses)                   |
| 22 | François Turcot     | Gérard Passat        | Alpine A110 1800       | 4      | ab. dans 5e spéciale (accident)           |
| 27 | Alain Ambrosino     | Jean-Jacques Régnier | Alpine A110 1800       | 4      | ab. (moteur)                              |
| 63 | Sobiesław Zasada    | Jerzy Dobrzańsky     | Porsche Carrera RS     | 4      | 7e à 52 min 11 s                          |
| 64 | Sandro Munari       | Mario Mannucci       | Lancia Stratos HF      | 4      | ab. dans 3e étape (accident)              |
| 65 | Simo Lampinen       | John Davenport       | Lancia Beta Coupé      | 4      | 4e à 20 min 01 s                          |
| 66 | Mauro Pregliasco    | Angelo Garzoglio     | Lancia Beta Coupé      | 4      | ab. dans 1re étape (support moteur)       |
| 68 | Maurizio Verini     | Angelo Torriani      | Fiat 124 Abarth Spider | 4      | ab. après 22e spéciale (embrayage)        |

## Classement du championnat à l'issue de la course
- attribution des points : 20, 15, 12, 10, 8, 6, 4, 3, 2, 1 respectivement aux dix premières marques de chaque épreuve (sans cumul, seule la voiture la mieux classée de chaque constructeur marque des points)
- seuls les six meilleurs résultats (sur huit épreuves) sont retenus pour le décompte final des points[2].

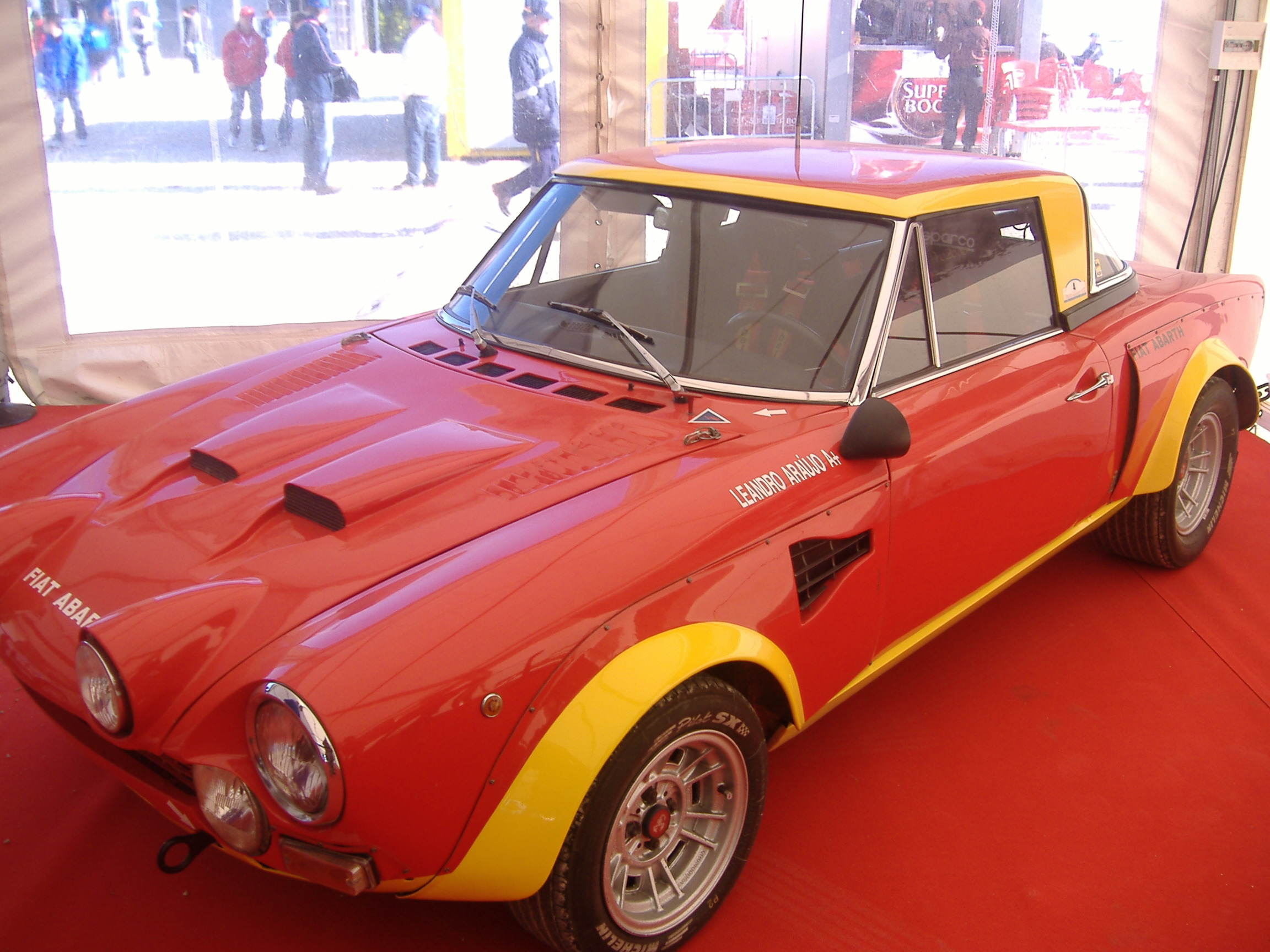
Grâce à la seconde place d'Alén sur spider 124 Abarth, Fiat reprend la tête du championnat du monde.

| Pos. | Marque         | Points | POR | SAF | FIN | SAN | RID | PRE | RAC | COR |
| ---- | -------------- | ------ | --- | --- | --- | --- | --- | --- | --- | --- |
| 1    | Fiat           | 63     | 20  | 1   | 12  | 15  | -   | 15  |     |     |
| 2    | Lancia         | 62     | -   | 12  | -   | 20  | 20  | 10  |     |     |
| 3    | Ford           | 34     | 2   | 2   | 20  | -   | 10  | -   |     |     |
| 4    | Porsche        | 27     | -   | 15  | -   | 8   | -   | 4   |     |     |
| 5    | Datsun         | 26     | 8   | 10  | -   | -   | 8   | -   |     |     |
| 6    | Toyota         | 22     | 10  | -   | -   | -   | 12  | -   |     |     |
| 7    | Mitsubishi     | 20     | -   | 20  | -   | -   | -   | -   |     |     |
| 7=   | Renault        | 20     | -   | -   | -   | -   | -   | 20  |     |     |
| 9    | Opel           | 15     | -   | -   | 3   | 12  | -   | -   |     |     |
| 10   | Alpine-Renault | 14     | 6   | -   | -   | -   | -   | 8   |     |     |
| 11   | Saab           | 10     | -   | -   | 10  | -   | -   | -   |     |     |
| 12   | BMW            | 4      | 4   | -   | -   | -   | -   | -   |     |     |
| 12=  | Peugeot        | 4      | -   | 4   | -   | -   | -   | -   |     |     |
| 14   | Citroën        | 3      | 3   | -   | -   | -   | -   | -   |     |     |
| 15   | Volvo          | 1      | -   | -   | -   | -   | -   | 1   |     |     |